# Лудвиг Анценгрубер
Лудвиг Анценгрубер (Беч, 29. новембар 1839 — Беч, 10. децембар 1889) био је аустријски драматург, романописац и песник.

## Порекло
Породица Анценгрубер потиче из округа Рид у Инкрајсу у Горњој Аустрији. Лудвигов деда, Јакоб Анценгрубер, био је радник на фарми Обермајера у Венгу близу Хофкирхена на Тратнаху. Лудвигов отац, Јохан Анценгрубер, рано је напустио породичну кућу и преселио се у Беч, где је нашао посао као књиговођа. Јохан се 1838. оженио Маријом Хербих, ћерком фармацеута. Друштвени положај његових родитеља – сељачко порекло његовог оца и порекло мајке из редова ситне буржоазије – играо је важну улогу у каснијим делима Лудвига Анценгрубера.
Највећи утицај на Лудвига да постане драматург имао је отац Јохан, који је и сам био песник у стилу Фридриха Шилера, али без успеха. Изведена је само једна Јоханова драма, на тему Бертолда Шварца, и то вероватно само због спектакуларне експлозије на крају; остали његови радови скупљали су прашину у фиоци радног стола.

## Младост и каријера
Лудвиг је имао само 5 година када му је отац умро 1844. Његова мајка, која је током година постала најважнија особа у његовом животу, покушавала је да састави крај с крајем са својом скромном удовичком пензијом од 166 гулдена и 40 крајцера. Када је 1854. умрла Лудвигова бака, која је у великој мери издржавала своју ћерку и унуче, њихов дом и животни услови постали су још гори. Лудвигова мајка је радила све, укључујући и посао шваље, да би Лудвиг могао да учи у основној школи Пауланер од 1847. до 1850. године, а затим у средњој школи Пиарист од 1851. до 1853. године. Године 1855. напустио је школу због лоших оцена и од 1856. до 1858. био је шегрт у књижари Салмајер. Током свог запослења у књижари могао је много да чита, али након неслагања са својим мајстором његово шегртовање прекинуто.
Са 19 година, након тешког напада тифуса, Лудвиг је одлучио да постане глумац. Током наредних десет година окушао је срећу као професионални глумац, путујући са различитим глумачким трупама широм Аустрије. Радио је као споредни глумац у многим другоразредним позориштима, али није испољио никакав наглашени таленат. Ипак, сценско искуство му је  добро дошло у каснијој каријери драматурга.
Од 1866. поново се вратио да живи у Бечу. За то време написао је неколико драма и неколико кратких прича, које су све биле неуспешне.

## Креативни период
Године 1869. вратио се у буржоаско друштво, запосливши се као чиновник у седишту царске полиције у Бечу. Године 1870, под псеудонимом Л. Грубер, написао је антиклерикалну драму Свештеник из Кирхфелда. Представа је први пут изведена у Позоришту на реци Вин, а та премијера од 5. новембра доживела је велики успех. Хајнрих Лаубе, директор Дворског позоришта, написао је позитивну рецензију и преко ње је Лудвиг склопио пријатељство са Петером Розегером. Његов успех преко ноћи значио је да је могао да се у потпуности посвети књижевности.
Године 1873, упркос мајчиним упозорењима, Анценгрубер се оженио 16-годишњом Аделиндом Липком (1857–1914). Његова млада невеста била је сестра његовог пријатеља из детињства Франца Липке. Брак је запао у кризу због Лудвигових великих дугова и његовог веома блиског односа мајком. Упркос троје деце, развод је био неизбежан (1889. године).
Следеће године су биле веома успешне за Анценгрубера. Његове драме су се изводиле широм Европе. Од априла 1882. до маја 1885. био је уредник бечког листа Домовина. Маја 1884. постао је уредник бечког недељника Фигаро, а у августу 1888. је постао уредник Бечког гласника.
Септембра 1888. добио је место драматурга у Народном позоришту у Бечу, где је 14. септембра 1889. изведена премијера његовог дела Мрља на части.
Крајем новембра 1889. године Лудвиг се разболео од антракса, и две недеље касније умро је од последица тровања крви. Сахрањен је у Средишњем бечком гробљу.

## Изабрана дела

### Драме
Већина Анценгруберових драма бави се аустријским сељачким животом. Они су помало меланхоличног тона, али испресецани светлим и духовитим сценама.
- Свештеник из Кирхфелда, представа са музиком у 4 чина. Премијера: Позориште на реци Вин – 5. новембар 1870. године.
- Сељак кривоклетник, представа са музиком у 3 чина. Премијера: Позориште на реци Вин – 9. децембар 1871.
- Писар крсташ, комедија са музиком у 3 чина. Премијера: Позориште на реци Вин – 12. октобар 1872.
- Елфрида, драма у 3 чина. Премијера: Карл-театар – 24. април 1873. године.
- Лихварева ћерка, представа са музиком у 5 чинова. Премијера: Позориште на реци Вин – 17. октобар 1873.
- Црв савести, комедија са музиком у 3 чина. Премијера: Позориште на реци Вин – 19. септембар 1874. године
- Рука и срце, трагедија у 4 чина. Премијера: Бечко градско позориште – 31. децембар 1874.
- Двоструко самоубиство, трагедија у 3 чина. Премијера: Позориште на реци Вин – 1. фебруар 1876.
- Празно двориште, представа у 4 чина. Премијера: Позориште на реци Вин – 27. јануар 1877.
- Четврта заповест, представа у 4 чина. Премијера: Позориште Јозефштетер – 29. децембар 1878.

### Новеле
- Ознака срама, 1. издање: 1877; 2. издање: 1884.
- Штернштајнхоф, 1885.

- Анценгрубер је такође објавио кратке приче о сеоском животу под насловом Облаци и сунце (1888).